# یواس‌اس لانسدال (دی‌دی-۱۰۱)
یواس‌اس لانسدال (دی‌دی-۱۰۱) (به انگلیسی: USS Lansdale (DD-101)) یک کشتی بود که طول آن ۹۵٫۸۳ متر (۳۱۴٫۴ فوت) بود. این کشتی در سال ۱۹۱۸ ساخته شد.